# فرنتس مونیخ
فرنتس مونیخ (انگلیسی: Ferenc Münnich; زاده ۱۸ نوامبر ۱۸۸۶ – درگذشته ۲۹ نوامبر ۱۹۶۷) سیاستمدار کمونیست اهل مجارستان بود. وی از ۲۸ ژانویه ۱۹۵۸ تا ۱۳ سپتامبر ۱۹۶۱ نخست‌وزیر این کشور بود.
فرنتس مونیخ در ۲۹ نوامبر ۱۹۶۷، در سن ۸۱ سالگی درگذشت.
وی همچنین برندهٔ جوایزی همچون نشان لنین شده‌است.